# Mate Golem
Mate Golem (Bisko kod Sinja, 1923. — Trogir, 14. listopada 1941.) bio je sudionik Narodnooslobodilačke borbe i narodni heroj Jugoslavije.

## Životopis
Rođen je 1923. godine u selu Bisko kod Sinja, u siromašnoj seljačkoj obitelji. Nakon završetka osnovne škole otišao je u Split na izučavanje bravarskog zanata. Godine 1939. postao je član Saveza komunističke omladine Jugoslavije, a 1940. član Komunističke partije Jugoslavije. Bio je sudionik mnogih štrajkova, demonstracija i ilegalnih akcija.
Sudionik Narodnooslobodilačke borbe je od 1941. godine. Sudjelovao je u mnogim akcijama protiv okupatorskih snaga. Poslije jedne akcije njegove udarne grupe na talijanske vojnike u kamionu, bio je uhićen. U zatvoru je bio podvrgnut mučenju i ispitivan. Izvanredni sud za Dalmaciju osudio je jedanaest komunista iz grupe „Golem Mate“ na kaznu smrti strijeljanjem 14. listopada 1941. godine. Istog dana odvezli su ih kamionom iz Splita u Trogir, gdje su ih sve strijeljali.
Ukazom predsjednika Federativne Narodne Republike Jugoslavije Josipa Broza Tita, 24. srpnja 1953. godine, proglašen je za narodnog heroja.